# Marko Janković
Marko Janković (in cirillico: Марко Јанковић?; Cettigne, 9 luglio 1995) è un calciatore montenegrino, centrocampista o attaccante del Qarabağ e della nazionale montenegrina.

## Biografia
Nato in Montenegro, possiede il passaporto serbo.

## Caratteristiche tecniche
Di piede mancino, è un esterno sinistro, può giocare anche sul lato destro, oltre che da trequartista e da seconda punta. Dispone di buona tecnica ed è bravo a fornire assist ai compagni.

## Carriera

### Club
Prodotto del settore giovanile del Partizan Belgrado, ha giocato una stagione in prestito al Teleoptik, prima che nel 2013 venisse ceduto all'Olympiakos.
Il 31 gennaio 2019 viene acquistato dalla SPAL. Debutta con gli estensi (oltre che in Serie A) il 3 marzo 2019 nella sconfitta per 1-2 contro la Sampdoria, rimpiazzando nel finale Mattia Valoti. Successivamente Janković gioca, subentrando, tutte le ultime 3 partite della stagione del club (contro Napoli, Udinese e Milan, tutte perse di misura), per un totale di 4 presenze.
L'anno successivo trova nuovamente poco spazio, indi per cui il 31 gennaio 2020 viene ceduto in prestito in Serie B al Crotone. Terminato il prestito fa ritorno ai biancazzurri, dove, a seguito dello scarso spazio trovato, il 15 gennaio 2021 rescinde il contratto con il club. Il 9 febbraio 2021 firma per gli israeliani del Beitar Gerusalemme.

### Nazionale
Dopo avere rappresentato le selezioni giovanili montenegrine, il 29 maggio 2016 debutta con la Nazionale maggiore nell'amichevole persa 1-0 contro la Turchia, rimpiazzando al 64' Stefan Mugoša. Realizza la sua prima rete all'11ª presenza nel successo per 2-0 in Nations League contro la Lituania del 10 settembre 2018.

## Statistiche

### Presenze e reti nei club
Statistiche aggiornate al 13 agosto 2024.
| Stagione                  | Squadra                   | Campionato                | Campionato | Campionato | Coppe nazionali | Coppe nazionali | Coppe nazionali | Coppe continentali | Coppe continentali | Coppe continentali | Altre coppe | Altre coppe | Altre coppe | Totale | Totale | Totale |
| Stagione                  | Squadra                   | Comp                      | Pres       | Reti       | Comp            | Pres            | Reti            | Comp               | Pres               | Reti               | Comp        | Pres        | Reti        | Pres   | Reti   |        |
| ------------------------- | ------------------------- | ------------------------- | ---------- | ---------- | --------------- | --------------- | --------------- | ------------------ | ------------------ | ------------------ | ----------- | ----------- | ----------- | ------ | ------ | ------ |
| 2012-2013                 | Teleoptik                 | PL                        | 27         | 0          | CS              | 1               | 0               | -                  | -                  | -                  | -           | -           | -           | 28     | 0      |        |
| 2013-2014                 | Olympiacos                | SL                        | 0          | 0          | CG              | 0               | 0               | UCL                | 0                  | 0                  | -           | -           | -           | 0      | 0      |        |
| 2014-2015                 | OFK Belgrado              | SL                        | 19         | 4          | CS              | 2               | 0               | -                  | -                  | -                  | -           | -           | -           | 21     | 4      |        |
| 2015-2016                 | Maribor                   | 1.SNL                     | 10         | 0          | CS              | 4               | 0               | UCL                | -                  | -                  | SS          | -           | -           | 14     | 0      |        |
| 2016-2017                 | Partizan                  | SL                        | 30         | 4          | CS              | 6               | 0               | UEL                | 2                  | 0                  | -           | -           | -           | 38     | 4      |        |
| 2017-2018                 | Partizan                  | SL                        | 25         | 4          | CS              | 4               | 2               | UCL+UEL            | 4+9                | 0+1                | -           | -           | -           | 42     | 7      |        |
| 2018-gen. 2019            | Partizan                  | SL                        | 13         | 1          | CS              | 2               | 0               | UEL                | 6                  | 1                  | -           | -           | -           | 21     | 2      |        |
| Totale Partizan           | Totale Partizan           | Totale Partizan           | 68         | 9          |                 | 12              | 2               |                    | 21                 | 2                  |             | -           | -           | 101    | 13     |        |
| gen.-giu. 2019            | SPAL                      | A                         | 4          | 0          | CI              | -               | -               | -                  | -                  | -                  | -           | -           | -           | 4      | 0      |        |
| 2019-gen. 2020            | SPAL                      | A                         | 6          | 0          | CI              | 3               | 0               | -                  | -                  | -                  | -           | -           | -           | 9      | 0      |        |
| gen.-giu. 2020            | Crotone                   | B                         | 7          | 0          | CI              | -               | -               | -                  | -                  | -                  | -           | -           | -           | 7      | 0      |        |
| 2020-gen. 2021            | SPAL                      | B                         | 2          | 0          | CI              | 1               | 0               | -                  | -                  | -                  | -           | -           | -           | 3      | 0      |        |
| Totale SPAL               | Totale SPAL               | Totale SPAL               | 12         | 0          |                 | 4               | 0               |                    | -                  | -                  |             | -           | -           | 16     | 0      |        |
| gen.-giu. 2021            | Beitar Gerusalemme        | Lh                        | 5+7        | 0+1        | CI+CdL          | 2+0             | 0               | -                  | -                  | -                  | -           | -           | -           | 14     | 1      |        |
| 2021-gen. 2022            | Beitar Gerusalemme        | Lh                        | 11         | 1          | CI+CdL          | 0+4             | 0               | -                  | -                  | -                  | -           | -           | -           | 15     | 1      |        |
| Totale Beitar Gerusalemme | Totale Beitar Gerusalemme | Totale Beitar Gerusalemme | 23         | 2          |                 | 6               | 0               |                    | -                  | -                  |             | -           | -           | 29     | 2      |        |
| gen.-giu. 2022            | Hapoel Tel Aviv           | Lh                        | 4+7        | 0          | CI+CdL          | -               | -               | -                  | -                  | -                  | -           | -           | -           | 11     | 0      |        |
| 2022-2023                 | Qarabağ                   | PL                        | 24         | 1          | CA              | 2               | 0               | UCL+UEL+UECL       | 8+5+1              | 0+1+0              | -           | -           | -           | 40     | 2      |        |
| 2023-2024                 | Qarabağ                   | PL                        | 24         | 2          | CA              | 6               | 1               | UCL+UEL            | 4+14               | 1+1                | -           | -           | -           | 48     | 5      |        |
| 2024-2025                 | Qarabağ                   | PL                        | 1          | 0          | CA              | 0               | 0               | UCL+UEL            | 4+0                | 0                  | -           | -           | -           | 5      | 0      |        |
| Totale Qarabağ            | Totale Qarabağ            | Totale Qarabağ            | 49         | 3          |                 | 8               | 1               |                    | 36                 | 3                  |             | -           | -           | 93     | 7      |        |
| Totale carriera           | Totale carriera           | Totale carriera           | 226        | 18         |                 | 37              | 3               |                    | 57                 | 5                  |             | -           | -           | 320    | 26     |        |

### Cronologia presenze e reti in nazionale
| Cronologia completa delle presenze e delle reti in nazionale ― Montenegro | Cronologia completa delle presenze e delle reti in nazionale ― Montenegro | Cronologia completa delle presenze e delle reti in nazionale ― Montenegro | Cronologia completa delle presenze e delle reti in nazionale ― Montenegro | Cronologia completa delle presenze e delle reti in nazionale ― Montenegro | Cronologia completa delle presenze e delle reti in nazionale ― Montenegro | Cronologia completa delle presenze e delle reti in nazionale ― Montenegro | Cronologia completa delle presenze e delle reti in nazionale ― Montenegro |
| Data                                                                      | Città                                                                     | In casa                                                                   | Risultato                                                                 | Ospiti                                                                    | Competizione                                                              | Reti                                                                      | Note                                                                      |
| ------------------------------------------------------------------------- | ------------------------------------------------------------------------- | ------------------------------------------------------------------------- | ------------------------------------------------------------------------- | ------------------------------------------------------------------------- | ------------------------------------------------------------------------- | ------------------------------------------------------------------------- | ------------------------------------------------------------------------- |
| 29-5-2016                                                                 | Antalya                                                                   | Turchia                                                                   | 1 – 0                                                                     | Montenegro                                                                | Amichevole                                                                | -                                                                         | 64’                                                                       |
| 4-6-2017                                                                  | Podgorica                                                                 | Montenegro                                                                | 1 – 2                                                                     | Iran                                                                      | Amichevole                                                                | -                                                                         | 64’                                                                       |
| 10-6-2017                                                                 | Podgorica                                                                 | Montenegro                                                                | 4 – 1                                                                     | Armenia                                                                   | Qual. Mondiali 2018                                                       | -                                                                         |                                                                           |
| 1-9-2017                                                                  | Astana                                                                    | Kazakistan                                                                | 0 – 3                                                                     | Montenegro                                                                | Qual. Mondiali 2018                                                       | -                                                                         |                                                                           |
| 4-9-2017                                                                  | Podgorica                                                                 | Montenegro                                                                | 1 – 0                                                                     | Romania                                                                   | Qual. Mondiali 2018                                                       | -                                                                         | 84’                                                                       |
| 5-10-2017                                                                 | Podgorica                                                                 | Montenegro                                                                | 0 – 1                                                                     | Danimarca                                                                 | Qual. Mondiali 2018                                                       | -                                                                         | 85’                                                                       |
| 8-10-2017                                                                 | Varsavia                                                                  | Polonia                                                                   | 4 – 2                                                                     | Montenegro                                                                | Qual. Mondiali 2018                                                       | -                                                                         |                                                                           |
| 27-3-2018                                                                 | Podgorica                                                                 | Montenegro                                                                | 2 – 2                                                                     | Turchia                                                                   | Amichevole                                                                | -                                                                         | 90+2’                                                                     |
| 28-5-2018                                                                 | Zenica                                                                    | Bosnia ed Erzegovina                                                      | 0 – 0                                                                     | Montenegro                                                                | Amichevole                                                                | -                                                                         | 45+2’ 80’                                                                 |
| 2-6-2018                                                                  | Podgorica                                                                 | Montenegro                                                                | 0 – 2                                                                     | Slovenia                                                                  | Amichevole                                                                | -                                                                         | 87’                                                                       |
| 10-9-2018                                                                 | Podgorica                                                                 | Montenegro                                                                | 2 – 0                                                                     | Lituania                                                                  | UEFA Nations League 2018-2019 - 1º turno                                  | 1                                                                         | 38’ 87’                                                                   |
| 11-10-2018                                                                | Podgorica                                                                 | Montenegro                                                                | 0 – 2                                                                     | Serbia                                                                    | UEFA Nations League 2018-2019 - 1º turno                                  | -                                                                         | 46’ 77’                                                                   |
| 17-11-2018                                                                | Belgrado                                                                  | Serbia                                                                    | 2 – 1                                                                     | Montenegro                                                                | UEFA Nations League 2018-2019 - 1º turno                                  | -                                                                         | 75’ 82’                                                                   |
| 20-11-2018                                                                | Podgorica                                                                 | Montenegro                                                                | 0 – 1                                                                     | Romania                                                                   | UEFA Nations League 2018-2019 - 1º turno                                  | -                                                                         | 34’ 81’                                                                   |
| 22-3-2019                                                                 | Sofia                                                                     | Bulgaria                                                                  | 1 – 1                                                                     | Montenegro                                                                | Qual. Euro 2020                                                           | -                                                                         | 64’                                                                       |
| 25-3-2019                                                                 | Podgorica                                                                 | Montenegro                                                                | 1 – 5                                                                     | Inghilterra                                                               | Qual. Euro 2020                                                           | -                                                                         | 61’                                                                       |
| 7-6-2019                                                                  | Podgorica                                                                 | Montenegro                                                                | 1 – 1                                                                     | Kosovo                                                                    | Qual. Euro 2020                                                           | -                                                                         | 85’                                                                       |
| 10-6-2019                                                                 | Olomouc                                                                   | Rep. Ceca                                                                 | 3 – 0                                                                     | Montenegro                                                                | Qual. Euro 2020                                                           | -                                                                         | 60’                                                                       |
| 11-10-2019                                                                | Podgorica                                                                 | Montenegro                                                                | 0 – 0                                                                     | Bulgaria                                                                  | Qual. Euro 2020                                                           | -                                                                         | 67’ 90+5’                                                                 |
| 14-10-2019                                                                | Pristina                                                                  | Kosovo                                                                    | 2 – 0                                                                     | Montenegro                                                                | Qual. Euro 2020                                                           | -                                                                         | 74’ 90’                                                                   |
| 8-9-2020                                                                  | Lussemburgo                                                               | Lussemburgo                                                               | 0 – 1                                                                     | Montenegro                                                                | UEFA Nations League 2020-2021 - 1º turno                                  | -                                                                         | 71’                                                                       |
| 7-10-2020                                                                 | Podgorica                                                                 | Montenegro                                                                | 1 – 1                                                                     | Lettonia                                                                  | Amichevole                                                                | -                                                                         | 72’                                                                       |
| 13-10-2020                                                                | Podgorica                                                                 | Montenegro                                                                | 1 – 2                                                                     | Lussemburgo                                                               | UEFA Nations League 2020-2021 - 1º turno                                  | -                                                                         | 86’                                                                       |
| 2-6-2021                                                                  | Sarajevo                                                                  | Bosnia ed Erzegovina                                                      | 0 – 0                                                                     | Montenegro                                                                | Amichevole                                                                | -                                                                         | 63’                                                                       |
| 5-6-2021                                                                  | Podgorica                                                                 | Montenegro                                                                | 1 – 3                                                                     | Israele                                                                   | Amichevole                                                                | -                                                                         |                                                                           |
| 8-10-2021                                                                 | Gibilterra                                                                | Gibilterra                                                                | 0 – 3                                                                     | Montenegro                                                                | Qual. Mondiali 2022                                                       | -                                                                         | 73’                                                                       |
| 11-10-2021                                                                | Oslo                                                                      | Norvegia                                                                  | 2 – 0                                                                     | Montenegro                                                                | Qual. Mondiali 2022                                                       | -                                                                         |                                                                           |
| 13-11-2021                                                                | Podgorica                                                                 | Montenegro                                                                | 2 – 2                                                                     | Paesi Bassi                                                               | Qual. Mondiali 2022                                                       | -                                                                         | 69’                                                                       |
| 16-11-2021                                                                | Podgorica                                                                 | Montenegro                                                                | 1 – 2                                                                     | Turchia                                                                   | Qual. Mondiali 2022                                                       | -                                                                         | 74’                                                                       |
| 24-3-2022                                                                 | Erevan                                                                    | Armenia                                                                   | 1 – 0                                                                     | Montenegro                                                                | Amichevole                                                                | -                                                                         | 63’                                                                       |
| 28-3-2022                                                                 | Podgorica                                                                 | Montenegro                                                                | 1 – 0                                                                     | Grecia                                                                    | Amichevole                                                                | -                                                                         | 9’ 82’                                                                    |
| 4-6-2022                                                                  | Podgorica                                                                 | Montenegro                                                                | 2 – 0                                                                     | Romania                                                                   | UEFA Nations League 2022-2023 - 1º turno                                  | -                                                                         | 84’                                                                       |
| 11-6-2022                                                                 | Podgorica                                                                 | Montenegro                                                                | 1 – 1                                                                     | Bosnia ed Erzegovina                                                      | UEFA Nations League 2022-2023 - 1º turno                                  | -                                                                         | 79’                                                                       |
| 14-6-2022                                                                 | Bucarest                                                                  | Romania                                                                   | 0 – 3                                                                     | Montenegro                                                                | UEFA Nations League 2022-2023 - 1º turno                                  | -                                                                         | 63’                                                                       |
| 23-9-2022                                                                 | Zenica                                                                    | Bosnia ed Erzegovina                                                      | 1 – 0                                                                     | Montenegro                                                                | UEFA Nations League 2022-2023 - 1º turno                                  | -                                                                         | 81’ 90+6’                                                                 |
| 26-9-2022                                                                 | Podgorica                                                                 | Montenegro                                                                | 0 – 2                                                                     | Finlandia                                                                 | UEFA Nations League 2022-2023 - 1º turno                                  | -                                                                         |                                                                           |
| 17-11-2022                                                                | Podgorica                                                                 | Montenegro                                                                | 2 – 2                                                                     | Slovacchia                                                                | Amichevole                                                                | -                                                                         | 70’                                                                       |
| 17-6-2023                                                                 | Podgorica                                                                 | Montenegro                                                                | 0 – 0                                                                     | Ungheria                                                                  | Qual. Euro 2024                                                           | -                                                                         |                                                                           |
| 20-6-2023                                                                 | Podgorica                                                                 | Montenegro                                                                | 1 – 4                                                                     | Rep. Ceca                                                                 | Amichevole                                                                | -                                                                         | 46’                                                                       |
| 7-9-2023                                                                  | Kaunas                                                                    | Lituania                                                                  | 2 – 2                                                                     | Montenegro                                                                | Qual. Euro 2024                                                           | -                                                                         | 77’                                                                       |
| 10-9-2023                                                                 | Podgorica                                                                 | Montenegro                                                                | 2 – 1                                                                     | Bulgaria                                                                  | Qual. Euro 2024                                                           | -                                                                         | 84’                                                                       |
| 17-10-2023                                                                | Belgrado                                                                  | Serbia                                                                    | 3 – 1                                                                     | Montenegro                                                                | Qual. Euro 2024                                                           | -                                                                         | 85’                                                                       |
| 16-11-2023                                                                | Podgorica                                                                 | Montenegro                                                                | 2 – 0                                                                     | Lituania                                                                  | Qual. Euro 2024                                                           | -                                                                         | 79’                                                                       |
| 19-11-2023                                                                | Budapest                                                                  | Ungheria                                                                  | 3 – 1                                                                     | Montenegro                                                                | Qual. Euro 2024                                                           | -                                                                         | 70’                                                                       |
| 21-3-2024                                                                 | Boztepe                                                                   | Montenegro                                                                | 2 – 0                                                                     | Bielorussia                                                               | Amichevole                                                                | -                                                                         | 66’                                                                       |
| 25-3-2024                                                                 | Boztepe                                                                   | Montenegro                                                                | 1 – 0                                                                     | Macedonia del Nord                                                        | Amichevole                                                                | -                                                                         | 61’                                                                       |
| 9-6-2024                                                                  | Podgorica                                                                 | Montenegro                                                                | 1 – 3                                                                     | Georgia                                                                   | Amichevole                                                                | -                                                                         |                                                                           |
| 11-10-2024                                                                | Samsun                                                                    | Turchia                                                                   | 1 – 0                                                                     | Montenegro                                                                | UEFA Nations League 2024-2025 - 1º turno                                  | -                                                                         | 61’                                                                       |
| 14-10-2024                                                                | Cardiff                                                                   | Galles                                                                    | 1 – 0                                                                     | Montenegro                                                                | UEFA Nations League 2024-2025 - 1º turno                                  | -                                                                         | 82’                                                                       |
| 16-11-2024                                                                | Nikšić                                                                    | Montenegro                                                                | 0 – 2                                                                     | Islanda                                                                   | UEFA Nations League 2024-2025 - 1º turno                                  | -                                                                         | 58’                                                                       |
| 19-11-2024                                                                | Nikšić                                                                    | Montenegro                                                                | 3 – 1                                                                     | Turchia                                                                   | UEFA Nations League 2024-2025 - 1º turno                                  | -                                                                         | 22’                                                                       |
| 22-3-2025                                                                 | Nikšić                                                                    | Montenegro                                                                | 3 – 1                                                                     | Gibilterra                                                                | Qual. Mondiali 2026                                                       | -                                                                         | 67’                                                                       |
| 25-3-2025                                                                 | Nikšić                                                                    | Montenegro                                                                | 1 – 0                                                                     | Fær Øer                                                                   | Qual. Mondiali 2026                                                       | -                                                                         | 70’                                                                       |
| 6-6-2025                                                                  | Plzeň                                                                     | Rep. Ceca                                                                 | 2 – 0                                                                     | Montenegro                                                                | Qual. Mondiali 2026                                                       | -                                                                         |                                                                           |
| Totale                                                                    |                                                                           | Presenze (10º posto)                                                      | 54                                                                        |                                                                           | Reti                                                                      | 1                                                                         |                                                                           |

## Palmarès

### Club

#### Competizioni nazionali
- Campionato greco: 1

Olympiakos: 2013-2014
- Coppa di Slovenia: 1

Maribor: 2015-2016
- Campionato serbo: 1

Partizan: 2016-2017
- Coppa di Serbia: 2

Partizan: 2016-2017, 2017-2018
- Campionato azero: 3

Qarabağ: 2022-2023, 2023-2024, 2024-2025
- Coppa d'Azerbaigian: 1

Qarabağ: 2023-2024